# Tiger Eyes
Tiger Eyes es una película de 2012 dirigida por Lawrence Blume basada en la novela para adultos jóvenes de 1981 del mismo nombre, escrita por Judy Blume y protagonizada por Willa Holland, Amy Jo Johnson y Tatanka Means. Sigue la historia de Davey, una joven que intenta hacer frente a la repentina muerte de su padre y al posterior desarraigo de su vida.
La película marca la primera gran adaptación cinematográfica de la obra de la autora Judy Blume, cuyos libros han vendido más de 82 millones de copias en 41 países.

## Reparto
- Willa Holland como Davey Wexler
- Amy Jo Johnson como Gwen Wexler
- Tatanka Means como Wolf Ortiz
- Elise Eberle como Jane Albertson
- Cynthia Stevenson como tía Bitsy
- Forest Fyre como Walter
- Teo Olivares como Reuben
- Russell Means como el Sr. Ortiz

## Recepción
Tiger Eyes recibió reseñas generalmente mixtas de parte de la crítica y la audiencia. En el sitio web especializado Rotten Tomatoes, la película posee una aprobación de 63%, basada en 30 reseñas, con una calificación de 6.3/10, mientras que de parte la audiencia tiene una aprobación de 53%, basada en más de 500 votos, con una calificación de 3.3/5.
El sitio web Metacritic le dio a la película una puntuación de 56 de 100, basada en 12 reseñas, indicando "reseñas mixtas o promedio", mientras que en el sitio IMDb los usuarios le asignaron una calificación de 6.3/10, sobre la base de más de 2000 votos.